# Miopsalis silhavyi
Espèce
Synonymes
- Stylocellus silhavyi  Rambla, 1991

Miopsalis silhavyi est une espèce d'opilions cyphophthalmes de la famille des Stylocellidae.

## Distribution
Cette espèce est endémique du Sarawak en Malaisie. Elle se rencontre dans le parc national du Gunung Mulu dans la grotte Cobweb Cave.

## Description
Le mâle holotype mesure 7,33 mm et la femelle paratype 7,4 mm.

## Systématique et taxinomie
Cette espèce a été décrite sous le protonyme Stylocellus silhavyi par Rambla en 1991. Elle est placée dans le genre Miopsalis par Clouse et Giribet en 2012.

## Étymologie
Cette espèce est nommée en l'honneur de Vladimír Šilhavý (1913-1984).

## Publication originale
- Rambla, 1991 : « A new Stylocellus from some caves of Borneo, Malaysia (Opiliones, Cyphophthalmi, Stylocellidae). » Mémoires de Biospéologie, vol. 18, p. 227-232.